# Râle d'Olivier
Zapornia olivieri
Espèce
Statut de conservation UICN

 EN C2a(i) : En danger
Le Râle d'Olivier (Zapornia olivieri, anciennement Amaurornis olivieri, Porzana olivieri), aussi appelé Marouette d'Olivier, vorofaly ou kibedabeda, est une espèce d'oiseaux de la famille des Rallidae.

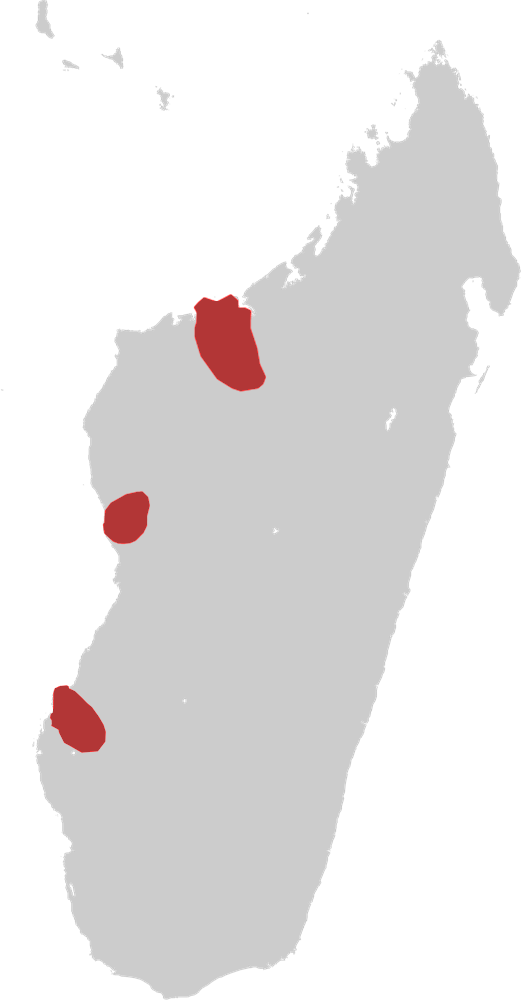
Répartition du Râle d'Olivier sur Madagascar.

## Habitat
Cet oiseau est endémique de Madagascar. Elle vit dans la végétation dense et haute près des cours d'eau et des lacs. On la trouve notamment dans les Phragmites, les Typha et les Cyperus.
Son aire dissoute s'étend entre les fleuves Mahavavy sud au nord et Mangoky au sud.